# らふらふ 〜Rough-Laugh〜
『らふらふ 〜Rough-Laugh〜』は、村上信五と丸山隆平が作・演出・出演を手掛ける二人舞台。「新感覚舞台」と称し、2024年2月から不定期で上演されている。

## 概要
本作は、2024年2月から不定期で上演されている、SUPER EIGHTの村上信五と丸山隆平による二人舞台である。
本作の特徴として「新感覚舞台」と称し、観客がライブで参加するワードクラウドや、村上が考案した新規プラットフォーム『GIVE&MAKE』と連動したNFTを取得するスタンプラリー企画など、通常の舞台の枠を超えた「新感覚」な取り組みが実施されている。
タイトルには「ゆるくラフに笑ってほしい」という意味が込められており、歌やコント、客席参加型企画のほか、当日にならないと分からない即興の演目もあるエンターテイメント舞台となっている。

## 制作

### 立ち上げの経緯
本作の第1回は2024年2月に開催されたが、この時期は村上と丸山が所属するグループが「関ジャニ∞」から「SUPER EIGHT」に改名した時期であったため、「少しでも早く生身の姿を見せて、安心してもらいたい」という想いから、本作が上演されることになった。
「生身の姿」として舞台を選んだ理由としては、音楽活動はSUPER EIGHTとして5人での活動をベースに考えており、村上が「この状況でできる最善で、早く会場を押さえられるもの」と考えたところ、以前村上が行っていたセルフプロデュースの一人舞台『If or…』シリーズのような舞台が良いのではないかという考えに至ったという。そこで、『If or…』シリーズを全作観劇していた丸山に対して「メンバーと一緒だとファンの人らも安心してくれると思うし、マルならテイストも分かっているだろうから、どう？」と声を掛け、本作の第1回の上演が実現したという。なお、丸山は「『If or…』ファンだったので、単純に嬉しかった」と語っている。
初演時は、本作を継続的に上演するという予定はなく、「まず皆さん（ファン）に安心していただけたら」という気持ちのみだったという。

### 構想・稽古
丸山いわく第1回上演前の時点で本作の構想は村上の中でできていたといい、村上が丸山に割り振る役割も丸山はすぐに理解できたという。そのため、事前の打ち合わせは最小限で終わり、残りは他の現場の合間やメイク中や移動中の車内などでの軽いやりとりのみですぐに進んでいったといい、リハーサルも最小限だったという。
村上も「長い間に培ってきた共通言語」のようなものが丸山との間にあると感じているといい、あまり打ち合わせをせずとも理解し合えているという。そのため、丸山との打ち合わせは口頭で済ますことが多いという。
本作の打ち合わせをする時も二人だけが理解し合い、周りのスタッフが理解できていないこともあったといい、口頭で伝えるだけではなく本作のリハーサルは行うものの、自分たちのためのリハーサルというよりはあくまでスタッフに二人が行うことを伝えるためのものだと村上は語っている。
本作では「スタッフにも緊張感を持ってほしい」との理由から必要以上にリハーサルは行っていないという。また、音を出すタイミングも村上がスタッフに「ここはちょっと自分のタイミングでいってみて」のようなところもあるといい、スタッフと一緒に上演を楽しんでいるという。そのため、本番で「まだこんな引き出しがあったか」のようなこともあったという。
逆に狙いに行き過ぎた故に失敗したこともあったといい、第1回の最初の演目で丸山いわく「打ちひしがれた」という。そこで二人は「いかにお客さんファーストでやっていないのか」を痛感したといい、これはテレビやラジオではなく、ファンが実際に公演を観に来る生の舞台だからこそ分かったことだったという。
本作は「ラフに笑ってもらう」がコンセプトの一つとしてあったため、村上や丸山もラフに「その日しか出ないものを（届ける）」ということをベースに考え、「新鮮さを絶対に無くさないように」ということを常に心掛けていたという。

### 即興性
村上は本作のような台本がなく、即興・アドリブで行う「即興性」の演目を重視しているという。
丸山も本作について「6割くらいはほぼフリー」と語っており、丸山が行う演出も「その日の僕のコンディション次第」と語っている。これに関して丸山は「村上くんという器があるから、僕の役割はできるだけ伸び伸びやること」と考えているという。
以前はテレビでも「即興性」の高い番組が見られたものの、2024年では規制が厳しくなっていることからあまり見られなくなったといい、本作ではテレビなどでは見られない「現場の、その時の観客と作り上げていく」ということに重きを置いているという。そのため、後述のリアルタイム参加型企画を行い、「ステージと客席の間をどれだけ滑らかにできるか」ということを意識しているという。
丸山も本作のことを「2人の人間がバカらしいことを全力投球でやるっていうのを目の当たりにしたら、今の人たちはどんなふうになるだろうっていう舞台」と表現しており、規制の厳しいテレビでは成立しないような舞台を意識しているという。
村上はエンターテインメントが元々娯楽だからこそ「無駄こそ美しい」と考えており、「グダグダ感」のようなものを「自分たちでそういう場が作れるのであれば」と考え実現したのが本作だという。
村上と丸山いわく本作は規模の大きい会場だと細かいところまでは伝わりづらく、全員が適切な距離で同じタイミングで同じものを共有できる小劇場規模の方が向いているといい、こういった小規模会場での上演を「大事にしたい」と考えている。

### 上演内容
ライブとは違う舞台の新たな楽しみ方として「まだやってきていないもの」を観客に提供するということを重視しているといい、「エッジの効いた、奇をてらったもの」というわけではなく、あくまで培ってきたものの中でどんなことをするかを意識して上演しているという。
村上いわく本作は観劇した後に「あれはどういうことだったんだろう」と観客に話し合える余白を作ったという。舞台によってはその題材になっている出来事や人物についての知識がないと難しいと感じる作品もあるが、本作ではそういう部分を全て削いだという。

### NFTスタンプラリー
本作では、第2回以降、村上がプロデュースした新しいプラットフォーム『GIVE&MAKE』の連動企画として、上演期間中に上演会場でMAPを入手し、会場付近の数か所に設置された二次元コードをスマートフォンやタブレット端末で読み込み、全てスキャンするとコンプリート特典として限定のNFTコンテンツが取得できるスタンプラリー企画を実施している。
コンプリート特典のNFTコンテンツは、コンプリートを達成した数日後に『GIVE&MAKE』上に反映される仕様となっている。
村上は第2回の開催にあたり、「新しい何かエンターテイメントの形が生み出せないか」と考え、独学でWeb3などテクノロジーの勉強を始めたという。そこで村上の「数時間の上演時間だけでなく公演前後も楽しんでほしい」という想いから実現に至ったコンテンツがブロックチェーンをもとにしたNFTスタンプラリーである。
舞台を観劇したファンが、劇場のスクリーン上にある2次元コードを読み取ると来場参加記念のコンテンツを取得できるほか、劇場にある2次元コードを読み取ると、スタンプラリーのMAPが取得でき、第2回では大阪の街の中で村上や丸山の縁のある地を巡りながらスタンプを集め、NFTコンテンツも入手できる企画となっている。
元々『GIVE&MAKE』は村上が本作を観劇するファンのためにリリースしたコンテンツだったが、後に村上が編集長に就任したプロジェクト『日本の観光ショーケース』でも特別企画「みんなで創る～観光デジタルスタンプラリー」にも活用された。

#### 二次元コード設置場所
| 回 | 実施年 | 実施期間       | 二次元コード設置場所 | 二次元コード設置場所                                                                                        |
| 回 | 実施年 | 実施期間       | MAP                  | その他 |
| -- | ------ | -------------- | -------------------- | --- |
| 2  | 2024年 | 5月23日 - 27日 | SkyシアターMBS       | - 道頓堀付近 - 大阪城付近 - 通天閣付近                                                                      |
| 3  | 2024年 | 11月8日 - 30日 | 東京グローブ座       | - BONUS TRACK周辺（下北沢エリア） - ファミリークラブ展示スペース（渋谷・表参道エリア） - ChargeSPOT対象店舗 |

### リアルタイム参加型企画
第2回からは、本作の上演中に観客全員がリアルタイムで参加する企画を実施した。
これは、観客がスマートフォンやタブレット端末を使い、会場内の無線LANに接続して参加できる企画となっている。
これまでの舞台は「（本番中は）スマートフォンの電源を切ってください」ということが通例だったが、逆に本作では舞台上でもスマートフォンを使った企画を行ったという。村上いわく「あえてWi-Fiが使える状況でのエンターテイメントを模索していた」という。

### ChargeSPOTとのコラボレーション
第3回ではモバイルバッテリーのシェアリングサービス『ChargeSPOT』を運営するINFORICHとのコラボレーションを実施した。
『ChargeSPOT』はコンビニエンスストアやカラオケ、飲食店などに設置されており、今回のスタンプラリーでは、対象となる都内の約500か所の店舗にてNFTが入手できる仕様となっている。なお、入手できるNFTは全ての対象店舗で共通であるため、1店舗のスキャンのみで良い仕様になっている。
さらに、ChargeSPOTの公式サイトのMAPからも対象店舗を確認可能であり、MAP上のバルーンマークから村上のARコンテンツを閲覧することができる。
また、村上が第3回の前日に『INFORICH CONFERENCE ExSPOT2024』にゲストとして登壇した。
第2回でスマートフォンを使用したリアルタイム参加型企画を行ったところ、企画自体は好評だったものの、公演前に街をNFTスタンプラリーなどで散策した観客が劇場に来た時点で既に充電が無くなっているという事態が一部で発生した。応急措置として急遽劇場の電源を解放して充電を行ったものの、供給が追いつかなかったという。
そこで、第3回を上演するにあたり、この充電問題を解消する手立てがないかを考える中でChargeSPOTがあることに気付き、知人の紹介で村上が自らINFORICHのオフィスに出向いて直接交渉したところ、INFORICH側が村上の提案を快諾したという。
前述の通り、村上は独学でテクノロジーの勉強をしており、INFORICHの社長である秋山広宣も村上の発想や知識量に驚いたという。村上いわく世の中のテクノロジーが変わる中で「知らない」「分からない」と言っているだけだと新しいエンタメは作れず、ライブや舞台の演出でも、そういった機材やシステムを知らないと演出できない時代になるため、勉強を続けているという。

### AIシンゴの導入
第3回では、村上をもとに生成AI技術を活用して生み出されたAIアバター「AIシンゴ」が導入された。
AIシンゴは村上と同様に関西弁を発することができ、劇場のスクリーンに映し出して村上や丸山とリアルタイムで対話やコミュニケーションを取りながらコーナーが進められた。
村上はAIシンゴを実用的なものというよりは「エンタメ感のある楽しいもの」として提供することを構想しているといい、「見ている方が心から楽しんでいただけるような使い方をしたい」と語っている。このAIシンゴの活用方法についてもNFTスタンプラリーと同様にINFORICHの秋山に相談したという。

## 上演日程
| 年                                     | 月                                    | 日                                    | 時間                                  | 会場                                  |
| 第1回（2024年2月10日・11日、全4公演）  | 第1回（2024年2月10日・11日、全4公演） | 第1回（2024年2月10日・11日、全4公演） | 第1回（2024年2月10日・11日、全4公演） | 第1回（2024年2月10日・11日、全4公演） |
| -------------------------------------- | ------------------------------------- | ------------------------------------- | ------------------------------------- | ------------------------------------- |
| 2024年                                 | 2月                                   | 10日                                  | 13:00                                 | エブノ泉の森ホール 大ホール（大阪府） |
| 2024年                                 | 2月                                   | 10日                                  | 17:00                                 | エブノ泉の森ホール 大ホール（大阪府） |
| 2024年                                 | 2月                                   | 11日                                  | 12:00                                 | エブノ泉の森ホール 大ホール（大阪府） |
| 2024年                                 | 2月                                   | 11日                                  | 16:00                                 | エブノ泉の森ホール 大ホール（大阪府） |
| 第2回（2024年5月23日 - 26日、全7公演） |                                       |                                       |                                       |                                       |
| 2024年                                 | 5月                                   | 23日                                  | 19:00                                 | SkyシアターMBS（大阪府）              |
| 2024年                                 | 5月                                   | 24日                                  | 14:00                                 | SkyシアターMBS（大阪府）              |
| 2024年                                 | 5月                                   | 24日                                  | 18:00                                 | SkyシアターMBS（大阪府）              |
| 2024年                                 | 5月                                   | 25日                                  | 14:00                                 | SkyシアターMBS（大阪府）              |
| 2024年                                 | 5月                                   | 25日                                  | 18:00                                 | SkyシアターMBS（大阪府）              |
| 2024年                                 | 5月                                   | 26日                                  | 14:00                                 | SkyシアターMBS（大阪府）              |
| 2024年                                 | 5月                                   | 26日                                  | 18:00                                 | SkyシアターMBS（大阪府）              |
| 第3回（2024年11月8日 - 10日、全5公演） |                                       |                                       |                                       |                                       |
| 2024年                                 | 11月                                  | 8日                                   | 18:00                                 | 東京グローブ座（東京都）              |
| 2024年                                 | 11月                                  | 9日                                   | 14:00                                 | 東京グローブ座（東京都）              |
| 2024年                                 | 11月                                  | 9日                                   | 18:00                                 | 東京グローブ座（東京都）              |
| 2024年                                 | 11月                                  | 10日                                  | 13:00                                 | 東京グローブ座（東京都）              |
| 2024年                                 | 11月                                  | 10日                                  | 17:00                                 | 東京グローブ座（東京都）              |

## キャスト
- 作・演出・出演 - 村上信五、丸山隆平

## 演出

### 第1回
第1回が上演された2024年2月は村上と丸山が所属するグループが「関ジャニ∞」から「SUPER EIGHT」に改名した時期であったため、「少しでも早く生身の姿を見せて、安心してもらいたい」という想いから、急遽上演されることになった。

### 第2回
第2回からは、村上がプロデュースした新しいプラットフォーム『GIVE&MAKE』の連動企画が実施された。

第2回からは、本作の上演中に観客全員がリアルタイムで参加する企画が実施された。
第2回の千秋楽である2024年5月26日の18時公演にて、本作初となる生配信が実施された。
- 視聴チケット販売期間：2024年5月18日 - 28日[26]
- 見逃し配信期間：同年5月26日 - 28日[27]

### 第3回
第3回は東京グローブ座で上演され、初の東京公演となる。

前回と同様に、『GIVE&MAKE』との連動企画として限定のNFTコンテンツが取得できるスタンプラリー企画が実施された。

第3回ではモバイルバッテリーのシェアリングサービス『ChargeSPOT』を運営するINFORICHとのコラボレーションが実施された。

さらに、第3回では村上をもとに生成AI技術を活用して生み出されたAIアバター「AIシンゴ」が導入された。
第3回の上演期間中には、会場である東京グローブ座にて「村上信五・丸山隆平のらふらふ等身大パネル」設置された。さらに上演期間終了後には、翌11月11日から30日までファミリークラブ展示スペースにて再びパネルが展示された。

## グッズ
| グッズタイトル                  | 価格      |
| 第1回                           | 第1回     |
| ------------------------------- | --------- |
| アクリルスタンド                | 1,400円   |
| 第2回                           |           |
| ステッカーセット                | 1,500円   |
| Tシャツ                         | 3,800円   |
| 第3回                           |           |
| アクリルキーホルダー（個人2種） | 各1,500円 |
| チケットファイル                | 500円     |

- 第3回のグッズである「アクリルキーホルダー」にはおまけカードが付属し、その二次元コードをスキャンすると『GIVE&MAKE』でグッズNFTが取得可能となっている[15]。

### オンラインストア注文受付期間
本作では会場販売とオンラインストア販売が共に実施されている。オンラインストアでの注文受付期間は以下の通り。
- 第1回
  - 2024年2月10日 - 18日[28][29]
- 第2回
  - 2024年5月23日 - 31日[30][31]
- 第3回
  - 2024年11月8日 - 17日[32]